# 源至
源 至（みなもと の いたる）は、平安時代初期から前期にかけての貴族。嵯峨源氏、大納言・源定の子。官位は従四位上・右京大夫。

## 経歴
文徳朝の仁寿元年（851年）无位から従五位下に直叙され、斉衡3年（856年）侍従に任ぜられる。
天安2年（858年）清和天皇の即位後まもなく右兵衛佐に任ぜられると、翌貞観元年（859年）従五位上に叙せられる。清和朝から陽成朝にかけての約20年間に亘って右兵衛佐を務め、この間に相模守を兼ねると共に、陽成朝の元慶3年（879年）従四位下に昇叙されている。その後、中務大輔に遷った。
光孝朝に入り、仁和元年（885年）右京大夫に転じ、仁和2年（886年）に従四位上に至る。

## 逸話
淳和天皇の皇女・崇子内親王の御葬送の夜に、皇女の邸宅の隣に住んでいた男が御葬送を見ようとして、女車（女房の乗る牛車）に女と同乗して来ていた。一方で、天下の色好みである源至も御葬送を拝みに来ていたが、かの車を女車と見て寄って来て色っぽく誘いをかけたりする内に、至は蛍を取って、女車の中に入れた。そこで、女車に同乗していた男は、灯の消えた真っ暗な中で人々の泣き悲しむ声を聴きなさい、との趣旨の和歌を代筆すると、これに対して至は、皇女の魂は消えてはいないし、蛍の灯りを消してもあなたの顔が見えなくなることはない、旨の和歌を返したという（『伊勢物語』39,源の至）。

## 官歴
『六国史』による。
- 仁寿元年（851年） 11月26日：従五位下（直叙）
- 斉衡3年（856年） 7月13日：侍従
- 天安2年（858年） 11月25日：右兵衛佐
- 貞観元年（859年） 11月19日：従五位上
- 時期不詳：正五位下
- 元慶元年（877年） 4月1日：兼相模守[1]
- 元慶3年（879年） 正月7日：従四位下
- 元慶6年（882年） 6月26日：見中務大輔
- 仁和元年（885年） 正月16日：右京大夫
- 仁和2年（886年） 正月7日：従四位上

## 系譜
『尊卑分脈』による。
- 父：源定
- 母：不詳
- 生母不明の子女
  - 男子：源挙
  - 男子：源尚（?-902）
  - 女子：二条 - 古今作者

学者・歌人として著名な源順は挙の子であり、至の孫に当たる。